# Fabricio Bagüí
Fabricio Ildegar Bagüí Wila (Shushufindi, Ecuador, 7 de mayo de 1989) es un futbolista ecuatoriano que actúa como lateral derecho.

## Trayectoria
Se inició jugando en la Selección de Sucumbíos y en el club Atlas.
En 2008, ingresó a las categorías inferiores de Emelec, donde completó su formación como futbolista. Luego, el 21 de marzo de 2011, pasó al Venecia.
El 23 de agosto de 2011, fue fichado por el Deportivo Quito, donde se coronó campeón del Campeonato Ecuatoriano. Posteriormente, tuvo pasos por equipos como el Deportivo Quevedo, El Nacional y River Ecuador.
En marzo de 2017, fue fichado por Liga de Loja, pero el 1 de agosto del mismo año se incorporó a Emelec, equipo con el que se proclamó campeón del Campeonato Ecuatoriano de 2017.
En 2018, fue contratado por Deportivo Cuenca, donde tuvo una actuación regular. Sin embargo, durante la temporada 2019, fue separado del plantel por falta de disciplina tras ser detenido por conducir en estado de embriaguez. Posteriormente, el 20 de mayo, regresó a Liga de Loja, que jugaba en la Serie B de Ecuador con el objetivo de ascender a la Serie A. Sin embargo, el equipo terminó descendiendo a la Segunda Categoría.
El 1 de enero de 2020, fue fichado por el Olmedo, pero dejó el club a finales de año debido a problemas económicos.
En 2021, fue contratado por Cumbayá Fútbol Club para disputar la Serie B de Ecuador 2021. Con este equipo, logró el ascenso a la Serie A.

## Clubes
| Club              | País    | Año       |
| ----------------- | ------- | --------- |
| Emelec            | Ecuador | 2008-2010 |
| Venecía           | Ecuador | 2011      |
| Deportivo Quito   | Ecuador | 2011      |
| Deportivo Quevedo | Ecuador | 2012-2013 |
| El Nacional       | Ecuador | 2014-2015 |
| River Ecuador     | Ecuador | 2016      |
| Liga de Loja      | Ecuador | 2017      |
| Emelec            | Ecuador | 2017      |
| Deportivo Cuenca  | Ecuador | 2018-2019 |
| Liga de Loja      | Ecuador | 2019      |
| Olmedo            | Ecuador | 2020      |
| Cumbayá           | Ecuador | 2020-2021 |
| Deportivo Quito   | Ecuador | 2022      |

## Palmarés

### Campeonatos nacionales
| Título  | Club            | País    | Año  |
| ------- | --------------- | ------- | ---- |
| Serie A | Deportivo Quito | Ecuador | 2011 |
| Serie A | Emelec          | Ecuador | 2017 |
| Serie B | Cumbayá F. C.   | Ecuador | 2021 |